# Sakae Esuno
Sakae Esuno (えすのサカエ) (17 novembre 1973) è un fumettista giapponese.

## Biografia
Già durante gli anni delle scuole, Sakae Esuno presenta alcuni suoi lavori a varie case editrici. Dopo alcuni anni passati come assistente di altri mangaka, nel 2001 Esuno vince l'undicesima edizione del concorso per nuovi autori organizzato dalla rivista Shonen Ace della Kadokawa Shoten.
Nuovamente, nel 2003, Sakae Esuno è  ancora una volta il vincitore di questo premio, questa volta grazie al fumetto Hanako to gûwa no terror che sarà pubblicata dall'anno successivo sino al 2005 proprio su Shonen Ace. Dal gennaio 2006 Sakae Esuno avvia quello che diventerà il suo lavoro più celebre: Mirai nikki, conclusosi nel dicembre 2010. Dal novembre 2011 al settembre 2016 ha lavorato ad un'altra opera divenuta molto conosciuta come il predecessore, Big Order.
Dal maggio 2017 inizia Tantei Akechi wa Kyōran su, un manga dedicato alle opere di Ranpo Edogawa.

## Opere
- Hanako to Guuwa no Tera (ottobre 2004-settembre 2005)
- Mirai nikki - Future Diary (gennaio 2006-dicembre 2010)
- Mirai nikki: Mosaic (novembre 2008)
- Mirai nikki: Paradox (dicembre 2008-marzo 2009)
- Big Order (settembre 2011-agosto 2016)
- Mirai nikki: Redial (marzo-luglio 2013)
- Tantei Akechi wa Kyōran su (maggio 2017-dicembre 2018)
- Nanatsu no Maken ga Shihai suru (2019-in corso)